# Жадьки
Жа́дьки — село в Україні, у Черняхівській селищній  громаді, в Житомирському районі Житомирської області. До 2020 року — центр сільської ради. Розташоване на північний схід на віддалі 20 км від центру громади селища Черняхова.

## Географія
Селом протікає річка Глибинець, права притока Очеретянки.

## Історія
Село вперше згадується в акті від 5 липня 1754 року. В 1784 році в Жадьках було 96 жителів і 2059 десятин землі.
Легенда розповідає, що першою поселилася в цій місцевості вдова з сусіднього села Фасова — Мар'яна (західна частина села, що знаходиться на високому піщаному горбі і досі називається Мар'янівкою). В Жадьках в XIX столітті існувала церква.
До реформи 1861 року жителі села були кріпаками пана Глембоцького, який після скасування кріпосного права збанкрутував і втік до Польщі. Його землі продавались на торгах по 7 крб. золотом за десятину. Селяни села Жадьок зібрали ці гроші і хотіли викупити землі. Але управитель, якому селяни дали гроші, оформив купчу на себе і 1901 року з'явився в селі, як новий господар.
У XVIII столітті в селі була побудована церква в ім'я Покрови Пресвятої Богородиці. З 1796 по 1925 рік через село проходила межа між Київською і Волинською губерніями, село Жадьки належало до Радомисльського повіту Київської губернії.
Звістка про перемогу жовтневого перевороту у Петрограді у село Жадьки прийшла разом з листом жителя села Бондарчука Сави Федоровича. Він служив тоді в 12-й роті резервного лейб-гвардії Литовського полку, який перейшов на сторону більшовиків і брав участь у повстанні в Петрограді.
Селяни села Жадьки прогнали управителя маєтку Міклуху і поділили поміщицьку землю між собою. Навколо села діяли повстанські загони Лисиці, Земного, Стадника, Соколовського, котрі воювали з радянською владою і людьми. В 20-х роках в селі Жадьки створюється комнезам. Його членами були Микола Рихальський, Яків Бондарчук, Артамон Кузьменко, Сергій Вознюк і Борис Мухін.
Вибори сільської ради в селі відбулися в квітні 1921 року, першим головою став Мухін Б. П.
В 1930 році в селі виникає ще одна с/г артіль — ім. Паризької комуни (голова Гуцалюк С. П.), а в 1933 році колгосп «Нове життя» (голова Юхимчук М. А.)
В Жадьках після революції відкрилась школа, яка розміщувалась в найнятому будинку громадянина Сави Кривенка. В 1932 році розпочалося будівництво нової школи, яка відкрилася того ж року. В кожному з трьох колгоспів був свій клуб і духовий оркестр, а також хата-читальня. В селі в 1932 році було відкрито бібліотеку.
Село важко пережило Голодомор 1932-33 років. Від голоду тоді померли 13 чоловік, у тому числі одна дитина. В 1937 році репресовано 10 чоловік.
Під час Другої світової війни село було окуповано в липні 1941 року. 187 жителів брали участь у війні, з них 113 загинуло, 95 нагороджено орденами і медалями, а уродженець Неражу В. А. Тишкевич отримав звання Героя Радянського Союзу. В грудні 1943 року Жадьки були вдруге зайняті радянськими військами.
В центрі Жадьків споруджено обеліск загиблим у війні і три пам'ятники.
В 1950 році колгоспи села об'єдналися в один, який було названо «ім. Карла Маркса». В об'єднаному колгоспі було 14 тракторів, 4 комбайни, 8 автомашин, 37 громадських будівель. В колгоспі, а потім в хмелерадгоспі були села Жадьки, Нераж, Нові Жадьки, Стовпня. В 1960 році село Мар'янівка було об'єднано з Жадьками в одне село — Жадьки.
В селі в 80 роках XX століття працювали:
- будинок культури,
- бібліотека,
- відділення зв'язку,
- радіовузол,
- середня школа,
- ФАП,
- майстерня побутового обслуговування,
- їдальня,
- сільмаг,
- двоповерхова контора радгоспу.

12 червня 2020 року, відповідно до розпорядження Кабінету Міністрів України № 711-р «Про визначення адміністративних центрів та затвердження територій територіальних громад Житомирської області», територію та населені пункти Жадьківської сільської ради включено до складу Черняхівської селищної територіальної громади Житомирського району Житомирської області.

## Відомі люди
- Мойсеєнко Зоя Василівна (1929—2018) — доктор архітектури (1981), заслужений архітектор УРСР.
- Шендриченко Руслан Сергійович (* 1993) — український вояк, учасник російсько-української війни.